# Геракл у Адмета
«Гера́кл у Адме́та» — советский рисованный мультипликационный фильм, который создал в 1986 году режиссёр Анатолий Петров
в новой живописной технике
по мотивам древнегреческого мифа.

«Многолетнюю филигранную работу с образами греческой мифологии, своего рода одушевлённую археологию предпринимает Анатолий Петров в 1986 году: „Геракл у Адмета“»— 

## Сюжет
Мойры, богини судьбы, предсказали царю Фер Адмету скорую смерть. Он обратился к дельфийской жрице — Пифии, и она передала ему волю Аполлона: избавиться от смерти он может, если вместо него согласится умереть кто-то другой. По совету Гермеса Адмет отправляется на поиски, но ни воины, идущие в битву, ни нищий слепой старик не согласились умереть вместо него. В последний день жена Адмета Алкеста (Алкестида) приносит себя в жертву ради мужа.
В тот день в гости к безутешному Адмету приходит Геракл. Великого гостя встретили роскошным пиром, но Геракл удивляется, почему Адмет не встречал его, а слуги подобны теням в царстве мёртвых. Геракл общается с Гермесом через сосуд в форме головы бога и приглашает его возлечь за столом. Гермес появляется перед Гераклом и оживляет танцоров с амфор, делая пир более весёлым. Однако слуги не разделяют веселья, и когда Геракл спрашивает у виночерпия, почему тот не рад, виночерпий случайно проговаривается о смерти Алкесты. Геракл в ярости: почему ему не сказали об этом. Гермес объясняет, что Адмет велел слугам молчать о смерти Алкесты, чтобы не омрачить отдых гостя. Геракл решает, что надо что-то делать.
Ночь. К гробнице Алкесты прилетает Танат (именно так он именуется в мультфильме), страшный подземный бог смерти. Чтобы забрать её душу, ему нужно напиться жертвенной крови, но спрятавшийся в гробнице Геракл не даёт ему этого сделать. Завязывается бой, и к концу ночи Геракл побеждает Таната.
Утром Геракл приводит к Адмету женщину, якобы в дар за гостеприимство, но Адмет отвергает подарок, тоскуя по супруге. Геракл откидывает с головы женщины покрывало, и все видят, что это Алкеста. Радостный Адмет вдруг замечает, что она молчит, но Геракл успокаивает его, говоря, что три дня и три ночи Алкеста не скажет ни слова, пока не будет принесена искупительная жертва.
Счастливый Адмет приглашает Геракла ещё погостить, но Геракл должен спешить по поручению Еврисфея касаемо диких коней царя Диомеда.

## Создатели
| автор сценария и кинорежиссёр | Анатолий Петров |
| художники-постановщики:       | Людмила Лобанова, Анатолий Петров                                                                                  |
| композитор                    | Шандор Каллош |
| кинооператор                  | Михаил Друян |
| звукооператор                 | Владимир Кутузов                                                                                                   |
| монтажёр                      | Наталия Степанцева                                                                                                 |
| ассистент режиссёра           | Людмила Морозова                                                                                                   |
| художники-мультипликаторы:    | Владимир Зарубин, Галина Зеброва                                                                                   |
| художники:                    | Александр Маркелов, Елена Караваева, Галина Баринова, Галина Петрова, Эраст Меладзе, Виктория Макина, Т. Агафонова |
| редактор                      | Елена Никиткина |
| директор съёмочной группы     | Любовь Бутырина |

### Роли озвучивали
| Актёр                    | Роль               |
| ------------------------ | ------------------ |
| Михаил Царёв             | от автора          |
| Александр Воеводин       | Адмет              |
| Армен Джигарханян        | Геракл             |
| Александр Белявский      | Гермес             |
| Анна Каменкова           | Алкестида          |
| Иннокентий Смоктуновский | старик             |
| Пётр Вишняков            | Ферет              |
| Олег Мокшанцев           | Танат              |
| Г. Марков                | эпизодические роли |

## Факты
- В подобной технике анимации был сделан мультфильм того же режиссёра «Полигон» (1977 г.) по одноимённому рассказу Севера Гансовского.